# Elephantomyia wahlbergi
Elephantomyia wahlbergi är en tvåvingeart som beskrevs av Ernst Evald Bergroth 1888. Elephantomyia wahlbergi ingår i släktet Elephantomyia och familjen småharkrankar. Inga underarter finns listade i Catalogue of Life.